# Orde van Postale Verdienste
De Orde van Postale Verdienste (Frans: "L’Ordre du Mérite Postal") was een van de zestien "ministeriële orden" van de Franse republiek. De op 14 november 1953 ingestelde Orde werd, met vijftien anderen, in 1963 afgeschaft en vervangen door de "Nationale Orde van Verdienste". Deze Orde werd bestuurd door een "Raad van de Orde", voorgezeten door de minister voor Telegraaf en Posterijen, en werd verleend "aan hen die zich onderscheiden in hun bijdrage aan het werk van de posterijen en de telecommunicatie en de verbindingen in de Franse Unie en met andere staten verbeterden". De commandeurs in deze orde waren ambtshalve lid van de Raad die verder uit ambtenaren bestond.
Ieder half jaar benoemde de Raad 50 ridders, 15 officieren en 3 commandeurs in deze orde.
De ridders moesten ten minste 30 jaar oud zijn en 10 jaar actief zijn geweest in de telecommunicatie. Na 8 jaar konden zij worden bevorderd tot officier en na nogmaals 5 jaar konden zij commandeur worden.

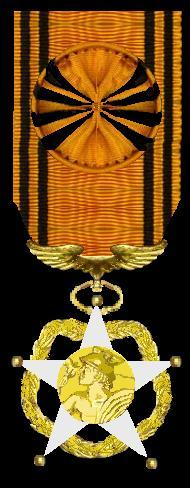
Het insigne van een Officier.

## De drie rangen van de Orde
- Commandeur - De commandeur draagt een groot uitgevoerd gouden kleinood van de orde aan een lint om de hals. Als verhoging dienen gouden vleugels.
- Officier - De officier draagt een gouden kleinood aan een lint met een rozet op de linkerborst. Het kleinood is met gouden vleugels aan het lint bevestigd.
- Ridder - De ridder draagt een kleinood aan een lint op de linkerborst. Bij de ridder zijn de vleugels van zilver.

## De versierselen van de orde
Het kleinood van de orde was een vijfpuntige wit geëmailleerde ster waarop de god Mercurius met zijn staf was afgebeeld en op de achterzijde waren in het medaillon een brief en een posthoorn te zien. Op de achterzijde stond op een witte ring rond het medaillon "REPUBLIQUE FRANCAISE . MERITE POSTAL" Het lint was oranje met twee zwarte biezen.

Het ontwerp van het juweel was van de hand van Louis Muller.

De seculiere Franse Republiek kende geen ridderorden die de traditionele vorm van een kruis hebben. Daarom werd bij de vormgeving van deze decoratie voor een kleinood in de vorm van een ster gekozen.
Zie ook: lijst van historische orden van Frankrijk.